# 加德納 (紐約州)
加德納（英語：Gardiner）是一個位於美國紐約州阿爾斯特縣的鎮。

## 人口
根據2020年美國人口普查的數據，加德納的面積為113.82平方千米，當中陸地面積為112.50平方千米，而水域面積為1.32平方千米。當地共有人口5610人，而人口密度為每平方千米49人。